# Feketehomlokú bóbitásantilop
A feketehomlokú bóbitásantilop (Cephalophus nigrifons) az emlősök (Mammalia) osztályának párosujjú patások (Artiodactyla) rendjébe, ezen belül a tülkösszarvúak (Bovidae) családjába és a bóbitásantilop-formák (Cephalophinae) alcsaládjába tartozó faj.

## Előfordulása, élőhelye
A faj Nyugat- és Közép-Afrikában, Nigéria délnyugati részétől egészen a Nagy-hasadékvölgy Albert-hasadékáig honos antilopfaj. A faj megtalálható Angola, Burundi, Kamerun, a Közép-afrikai Köztársaság, a Kongói Demokratikus Köztársaság, a Kongói Köztársaság, Egyenlítői Guinea, Gabon, Kenya, Nigéria, Ruanda és Uganda területén. Mind a magasan fekvő montán erdők, mind a síkvidéki erdők, mocsaras erdők, folyó menti galériaerdők lakója, a tengerszinttől 3500 m magasságig.

## Alfajai
- Cephalophus nigrifrons fosteri St. Leger, 1934
- Cephalophus nigrifrons hooki St. Leger, 1934
- Cephalophus nigrifrons hypoxanthus Grubb & Groves, 2002
- Cephalophus nigrifrons kivuensis Lönnberg, 1919
- Cephalophus nigrifrons nigrifrons Gray, 1871
- Cephalophus nigrifrons rubidus Thomas, 1901 – a Rwenzori-hegységen él; egyes rendszerezők önálló faji szintre emelték, rwenzori-hegységi bóbitásantilop (Cephalophus rubidus) név alatt

## Megjelenése
A feketehomlokú bóbitásantilop zömök antilopfaj, marmagassága 43 cm, testtömege 10 kg. 
Nevét a homlokától az orráig végigfutó széles, fekete csíkról kapta, mely ezt a fajt a többi bóbitásantiloptól megkülönbözteti. Fényes szőrzete vöröses, gesztenyebarna, vagy sötét, vöröses-barna árnyalatú, szőre hosszú lábain ritkább, sötétebb, csaknem fekete színű. Rövid, fekete farka vége fehér színű. Mind a hímnek mind a nősténynek rövid, hegyes szarva van, melynek hossza 4–12 cm. Szarvát más bóbitásantilopokkal folytatott harcban illetve a ragadozók elleni védekezésben használja.

## Életmódja
A feketehomlokú bóbitásantilop félénk állat, általában magányosan vagy párosan jár. Más bóbitásantilop-fajokhoz hasonlóan a faj territoriális, a párok arcukon található szagmirigyeik váladékával jelölik meg területüket. Territóriumán belül az állat állandó útvonalakat jár be alvóhelye és táplálkozó helye között. A faj élettartamáról nincs adat, egy megfigyelt egyed fogságban csaknem 20 évig élt.

### Táplálkozása
Különféle gyümölcsöket és nedvdús, pozsgás növényeket fogyaszt.

## Természetvédelmi helyzete
Más bóbitásantilop fajokhoz hasonlóan, ennek a fajnak az egyedszáma is észrevehetően csökkent a sűrűbben lakott települések közelében. A mezőgazdasági célú erdőirtás mellett a vadászat szintén hozzájárul létszámának csökkenéséhez. Az emberi településektől távolabb azonban jelentős számú egyede él. A fajt jelenleg a nem fenyegetett fajok közt tartják nyilván. 
Elterjedési területén belül számos védett területen él, ezek közül a legfontosabbak: a kameruni Lobeke-tavi Rezervátum, a Kongói Demokratikus Köztársaságban a Virunga Nemzeti Park, a Kongói Köztársaságban az Ipassa Rezervátum.